# Phare de St Bees
Le phare de St Bees est un phare situé sur St Bees Head (en) proche du village de St Bees district non métropolitain de Copeland, dans le comté du Cumbria en Angleterre.
Ce phare est géré par la Trinity House Lighthouse Service de Londres, l'organisation de l'aide maritime des côtes de l'Angleterre.

## Histoire
Le premier phare sur le site a été construit par Thomas Lutwige en 1718 sur un terrain acheté par Trinity House. Il avait 9 mètres de haut et avait un diamètre de 5 mètres surmonté d'une grande grille métallique sur laquelle le gardien du phare brûlait du charbon. Pour entretenir le phare Lutwige prélevait des frais de 3½ pence par tonne de cargaison transportée par les navires vers les ports voisins. En 1822, il était le dernier phare fonctionnant encore au charbon en Grande-Bretagne quand il a été détruit par un incendie dans lequel la femme du gardien et cinq enfants ont péri par suffocation.
Pour le remplacer, une lumière avec 15 brûleurs à l'huile a été construite par l'ingénieur Joseph Nelson qui a repris le service à partir de 1823. À son tour, il a été remplacé, en 1867, par une tour ronde avec deux nouvelles maisons d'habitation pour les gardiens. La tour fait 17 mètres de haut et sa lumière émet à 102 mètres au-dessus du niveau de la mer. Dans l'entre-deux-guerres, le phare a été utilisé comme point de virage dans les courses aériennes de Londres à l'île de Man. Pendant la Seconde Guerre mondiale, la Home Guard locale l'a utilisé pour pratiquer des stages de défense civile. En 1987, il a été entièrement électrifié et automatisé.
Le signal de brouillard a été interrompu en 1987, et le bâtiment qui hébergeait l'équipement du signal de brouillard se trouve maintenant très près du bord de la falaise. Il avait l'habitude de sonner deux explosions toutes les 45 secondes.
Identifiant : ARLHS : ENG-142 - Amirauté : A4710 - NGA : 4892 .

### Lien connexe
- Liste des phares en Angleterre